# Johann Baptist Trenkle
Johann Baptist Trenkle (* 26. Oktober 1826 in Freiburg im Breisgau; † 10. Februar 1891 in Karlsruhe) war ein badischer Archivar und Historiker. Trenkle veröffentlichte wirtschafts-, kultur-, literatur- und kirchengeschichtliche Aufsätze und Bücher.

## Leben
Johann Baptist Trenkle war der Sohn eines Brauereibesitzers in Freiburg. Nach dem Besuch des Lyceums in Freiburg bis 1846 studierte er an der Universität Freiburg zunächst Rechts-, dann Kameralwissenschaft. Während seines Studiums wurde er 1851 Mitglied der Freiburger Burschenschaft Teutonia. Finanzielle Probleme des Elternhauses verzögerten den Abschluss seiner Studien. Im November 1860 wurde er Kameralpraktikant und volontierte am Hauptsteueramt Freiburg. 1861 erhielt er die Stelle eines Registrators am Großherzoglich Badischen Landesarchiv unter dem Archivrat Joseph Bader, der ihn förderte und zum Geschichtsstudium anregte. Im Jahr 1866 wurde Trenkle vom Kameralpraktikanten zum Registrator am Generallandesarchiv Karlsruhe befördert. 1869 wurde Trenkle zum Sekretär am Verwaltungshof ernannt, eine Stelle, die er bis zu seinem Ruhestand am 9. August 1890 innehatte. Trenkle war schon während seiner Amtszeit kränklich, was sich nun verstärkte.

## Schriften
- Freiburgs gesellschaftliche, theatralische und musikalische Jnstitute und Unterhaltungen. Freiburg. Wangler 1856 Internet Archive
- Geschichte der Schwarzwälder Industrie. Karlsruhe 1874.
- Die alemannische Dichtung seit J. P. Hebel. Tauberbischofsheim 1881. in der Google-Buchsuche
- Der Korker Waldbrief von 1496. Karlsruhe 1882.
- Vom nördlichen Schwarzwalde. Kulturgeschichtliches. Baden 1886,
- Über süddeutsche geistliche Schulcomödien (1866)

Weitere Veröffentlichungen im Freiburger Diözesan-Archiv (u. a. Beiträge zur Geschichte der Pfarreien in den Landkapiteln Ettlingen und Gernsbach, eine Geschichte des Domstift Basel'schen Fronhofes zu Thiengen), in der Badischen Chronik, der Karlsruher Zeitung, in der Zeitschrift des Breisgau-Geschichtsvereins „Schau-ins-Land“, in Bader’s Badenia, in Birlingers Alemannia, in der Zeitschrift für Bergrecht (von Brassert u. Achenbach), im Karlsruher Adreßkalender, in der Freiburger Zeitung und in den Karlsruher Nachrichten.